# Sportverein Stuttgarter Kickers 2005-2006
Questa voce raccoglie le informazioni riguardanti lo Sportverein Stuttgarter Kickers nelle competizioni ufficiali della stagione 2005-2006.

## Stagione
Nella stagione 2005-2006 il Stuttgarter Kickers, allenato da Robin Dutt, concluse il campionato di Regionalliga sud all'8º posto. In Coppa di Germania il Stuttgarter Kickers fu eliminato al primo turno dall'Amburgo.

## Rosa
| N. |                                 | Ruolo | Calciatore        |
| -- | ------------------------------- | ----- | ----------------- |
| 1  | Germania (bandiera)             | P     | Tino Köstel       |
| 1  | Stati Uniti (bandiera)          | P     | David Yelldell    |
| 2  | Germania (bandiera)             | D     | Moritz Steinle    |
| 3  | Germania (bandiera)             | D     | Jens Härter       |
| 4  | Germania (bandiera)             | D     | Marco Wildersinn  |
| 5  | Germania (bandiera)             | C     | Marvin Braun      |
| 6  | Turchia (bandiera)              | C     | Mustafa Akçay     |
| 7  | Germania (bandiera)             | C     | Daniel Sager      |
| 8  | Nigeria (bandiera)              | A     | Emmanuel Akwuegbu |
| 9  | Bosnia ed Erzegovina (bandiera) | A     | Mirnes Mesic      |
| 10 | Ghana (bandiera)                | A     | Bashiru Gambo     |
| 11 | Germania (bandiera)             | A     | Visar Braha       |
| 11 | Germania (bandiera)             | A     | Timo Schlabach    |
| 13 | Germania (bandiera)             | D     | Oliver Stierle    |

| N. |                     | Ruolo | Calciatore       |
| -- | ------------------- | ----- | ---------------- |
| 14 | Turchia (bandiera)  | C     | Mustafa Parmak   |
| 15 | Grecia (bandiera)   | C     | Niko Chatzis     |
| 16 | Italia (bandiera)   | C     | Enzo Marchese    |
| 17 | Germania (bandiera) | C     | Nico Kanitz      |
| 18 | Germania (bandiera) | C     | Marcel Schreiber |
| 19 | Germania (bandiera) | D     | Manuel Hartmann  |
| 20 | Germania (bandiera) | C     | Heiko Gumper     |
| 21 | Germania (bandiera) | P     | Michael Grauer   |
| 23 | Germania (bandiera) | C     | Sven Sökler      |
| 24 | Croazia (bandiera)  | D     | Kresmir Lukic    |
| 27 | Italia (bandiera)   | D     | Fabio Accardi    |
| 28 | Italia (bandiera)   | A     | Marco Tucci      |
| 35 | Germania (bandiera) | A     | Bastian Bischoff |
| 36 | Turchia (bandiera)  | C     | Recep Yildiz     |

## Organigramma societario
Area tecnica
- Allenatore: Robin Dutt
- Allenatore in seconda: Stefan Minkwitz
- Preparatore dei portieri: Waldemar Cimander, Imdat Korkmaz
- Preparatori atletici:
- Analisi video:

## Calciomercato

### Sessione estiva
| Acquisti | Acquisti          | Acquisti        | Acquisti |
| R.       | Nome              | da              | Modalità |
| -------- | ----------------- | --------------- | -------- |
| C        | Marvin Braun      | Augusta         |          |
| A        | Emmanuel Akwuegbu | Waidhofen/Ybbs  |          |
| P        | Michael Grauer    | 1. FC Pforzheim |          |
| D        | Manuel Hartmann   | Freiberg        |          |
| C        | Nico Kanitz       | Chemnitz        |          |
| A        | Timo Schlabach    | Magonza II      |          |
| D        | Marco Wildersinn  | Karlsruhe II    |          |
| P        | David Yelldell    | Blackburn       |          |

| Cessioni | Cessioni                 | Cessioni                   | Cessioni |
| R.       | Nome                     | a                          | Modalità |
| -------- | ------------------------ | -------------------------- | -------- |
| A        | Mohamed Abou-Shoura      | Reutlingen                 |          |
| D        | Oliver Barth             | Fortuna Düsseldorf         |          |
| C        | Panagiōtīs Delīgiannidīs | SV Bonlanden               |          |
| D        | Ferdi Er                 | Kirchheim/Teck             |          |
| P        | Jasmin Fejzić            | Greuther Fürth             |          |
| C        | Christian Kuhn           | Ditzingen                  |          |
| A        | Suad Rahmanovic          | Wehen Wiesbaden            |          |
| P        | Christian Schwend        | Atletico Roma              |          |
| D        | Michael Zimmermann       | Sportfreunde Dorfmerkingen |          |

### Sessione invernale
| Acquisti | Acquisti | Acquisti | Acquisti |
| R.       | Nome     | da       | Modalità |
| -------- | -------- | -------- | -------- |

| Cessioni | Cessioni          | Cessioni       | Cessioni |
| R.       | Nome              | a              | Modalità |
| -------- | ----------------- | -------------- | -------- |
| C        | Michael Heilemann | Kirchheim/Teck |          |

## Risultati

### Regionalliga

#### Girone di andata
| Arbitro: | Fleischer |

|                                   |           |                 |
| Akçay 44’ Mesic 52’ Schlabach 60’ | Marcatori | 39’, 89’ Klasen |

| Arbitro: | Sippel |

|                           |           |                          |
| Petry 25’ Kern 43’ (rig.) | Marcatori | 69’ Schlabach 76’ Parmak |

| Arbitro: | Kempter |

|          |           |                |
| Braun 2’ | Marcatori | 84’ Rahmanovic |

| Aalen 27 agosto 2005, ore 14:30 CEST 4ª giornata | Aalen | 0 – 0 referto | Kickers Stoccarda | Städtisches Waldstadion (3 032 spett.)\| Arbitro: \| Perl \| |
| Arbitro:                                         | Perl  |               |                   |                                                              |

| Arbitro: | Pflaum |

|                             |           |               |
| Mesic 59’, 89’ Akwuegbu 69’ | Marcatori | 50’ Heidinger |

| Arbitro: | Viktora |

|          |           |  |
| Saba 23’ | Marcatori |  |

| Arbitro: | Schalk |

|                       |           |  |
| Grassow 74’ Cenci 90’ | Marcatori |  |

| Arbitro: | Hofmann |

|           |           |  |
| Braun 32’ | Marcatori |  |

| Arbitro: | Pickel |

|                                     |           |  |
| Pfuderer 46’ Calamita 65’ Ropic 79’ | Marcatori |  |

| Arbitro: | Hartmann |

|  |           |           |
|  | Marcatori | 16’ Keïta |

| Arbitro: | Schößling |

|                 |           |  |
| Okpala 69’, 84’ | Marcatori |  |

| Arbitro: | Wingenbach |

|                          |           |                  |
| Akwuegbu 48’ Stierle 82’ | Marcatori | 48’, 50’ Driller |

| Arbitro: | Metzen |

|  |           |                                |
|  | Marcatori | 8’ Mesic 45’ Stierle 65’ Gambo |

| Arbitro: | Bippen |

|                        |           |  |
| Gambo 20’ Akwuegbu 67’ | Marcatori |  |

| Arbitro: | Kempter |

|                             |           |                                                          |
| Perchtold 22’ Kovačević 58’ | Marcatori | 9’ (aut.) Kovačević 52’ Stierle 61’ Schlabach 89’ Parmak |

| Arbitro: | Christ |

|                                 |           |                |
| Akwuegbu 44’, 68’ Schlabach 59’ | Marcatori | 45’ Sieverling |

| Arbitro: | Hagen |

|                                        |           |                |
| Bohl 8’ Damm 60’ Wenzel 64’ Halfar 75’ | Marcatori | 23’, 38’ Mesic |

#### Girone di ritorno
| Arbitro: | Stachowiak |

|          |           |              |
| Koch 47’ | Marcatori | 82’ Akwuegbu |

| Stoccarda 11 dicembre 2005, ore 14:30 CET 19ª giornata | Kickers Stoccarda | 0 – 0 referto | Jahn Ratisbona | Gazi-Stadion auf der Waldau (3 350 spett.)\| Arbitro: \| Steinhaus-Webb \| |
| Arbitro:                                               | Steinhaus-Webb    |               |                |                                                                            |

| Arbitro: | Pickel |

|  |           |                     |
|  | Marcatori | 84’ Gambo 90’ Mesic |

| Arbitro: | Schalk |

|  |           |            |
|  | Marcatori | 49’ Khalil |

| Arbitro: | Maier |

|  |           |                |
|  | Marcatori | 10’, 48’ Braun |

| Arbitro: | Kempter |

|                          |           |                             |
| Mesic 32’ Braun 36’, 86’ | Marcatori | 30’ Fürstner 40’ Maierhofer |

| Arbitro: | Schriever |

|            |           |            |
| Kanitz 46’ | Marcatori | 3’ Beierle |

| Arbitro: | Fleischer |

|           |           |              |
| Teber 62’ | Marcatori | 54’ Hartmann |

| Arbitro: | Schumacher |

|                                     |           |  |
| Stierle 4’ Schlabach 56’ Yildiz 73’ | Marcatori |  |

| Arbitro: | Leicher |

|           |           |  |
| Džaka 66’ | Marcatori |  |

| Arbitro: | Welz |

|             |           |                    |
| Stierle 30’ | Marcatori | 70’ Haas 90’ Benda |

| Arbitro: | Wingenbach |

|               |           |            |
| Sebastiao 45’ | Marcatori | 31’ Yildiz |

| Arbitro: | Bornhöft |

|           |           |  |
| Mesic 10’ | Marcatori |  |

| Arbitro: | Gerber |

|               |           |              |
| Reisinger 62’ | Marcatori | 90’ Akwuegbu |

| Stoccarda 13 maggio 2006, ore 14:30 CEST 32ª giornata | Kickers Stoccarda | 0 – 0 referto | Stoccarda II | Gazi-Stadion auf der Waldau (3 010 spett.)\| Arbitro: \| Henschel \| |
| Arbitro:                                              | Henschel          |               |              |                                                                      |

| Arbitro: | Greth |

|          |           |          |
| Dick 67’ | Marcatori | 3’ Mesic |

| Arbitro: | Stachowiak |

|                        |           |                           |
| Akwuegbu 70’ Gambo 83’ | Marcatori | 32’, 81’ Ziemer 35’ König |

### Coppa di Germania
| Arbitro: | Brych |

|                  |           |                                                                 |
| Mesic 45’ (rig.) | Marcatori | 13’, 80’ (rig.) Barbarez 69’ Atouba 76’ Takahara 84’ Mahdavikia |

## Statistiche

### Statistiche di squadra
| Competizione      | Punti | In casa | In casa | In casa | In casa | In casa | In casa | In trasferta | In trasferta | In trasferta | In trasferta | In trasferta | In trasferta | Totale | Totale | Totale | Totale | Totale | Totale | DR |
| Competizione      | Punti | G       | V       | N       | P       | Gf      | Gs      | G            | V            | N            | P            | Gf           | Gs           | G      | V      | N      | P      | Gf     | Gs     | DR |
| ----------------- | ----- | ------- | ------- | ------- | ------- | ------- | ------- | ------------ | ------------ | ------------ | ------------ | ------------ | ------------ | ------ | ------ | ------ | ------ | ------ | ------ | -- |
| Regionalliga sud  | 48    | 17      | 8       | 5       | 4       | 26      | 17      | 17           | 4            | 7            | 6            | 20           | 22           | 34     | 12     | 12     | 10     | 46     | 39     | +7 |
| Coppa di Germania | -     | 1       | 0       | 0       | 1       | 1       | 5       | 0            | 0            | 0            | 0            | 0            | 0            | 1      | 0      | 0      | 1      | 1      | 5      | -4 |
| Totale            | 48    | 18      | 8       | 5       | 5       | 27      | 22      | 17           | 4            | 7            | 6            | 20           | 22           | 35     | 12     | 12     | 11     | 47     | 44     | +3 |

### Andamento in campionato
| Giornata  | 1 | 2 | 3 | 4 | 5 | 6 | 7  | 8 | 9  | 10 | 11 | 12 | 13 | 14 | 15 | 16 | 17 | 18 | 19 | 20 | 21 | 22 | 23 | 24 | 25 | 26 | 27 | 28 | 29 | 30 | 31 | 32 | 33 | 34 |
| --------- | - | - | - | - | - | - | -- | - | -- | -- | -- | -- | -- | -- | -- | -- | -- | -- | -- | -- | -- | -- | -- | -- | -- | -- | -- | -- | -- | -- | -- | -- | -- | -- |
| Luogo     | C | T | C | T | C | T | T  | C | T  | C  | T  | C  | T  | C  | T  | C  | T  | T  | C  | T  | C  | T  | C  | C  | T  | C  | T  | C  | T  | C  | T  | C  | T  | C  |
| Risultato | V | N | N | N | V | P | P  | V | P  | P  | P  | N  | V  | V  | V  | V  | P  | N  | N  | V  | P  | V  | V  | N  | N  | V  | P  | P  | N  | V  | N  | N  | N  | P  |
| Posizione | 2 | 6 | 8 | 9 | 6 | 9 | 10 | 9 | 11 | 13 | 14 | 13 | 9  | 9  | 7  | 6  | 8  | 10 | 9  | 7  | 9  | 7  | 6  | 6  | 6  | 4  | 8  | 9  | 9  | 8  | 8  | 8  | 8  | 8  |

Legenda:

Luogo: C = Casa; T = Trasferta. Risultato: V = Vittoria; N = Pareggio; P = Sconfitta.

### Statistiche dei giocatori
| Giocatore     | Regionalliga sud | Regionalliga sud | Regionalliga sud | Regionalliga sud | Coppa di Germania | Coppa di Germania | Coppa di Germania | Coppa di Germania | Totale   | Totale | Totale      | Totale     |
| Giocatore     | Presenze         | Reti             | Ammonizioni      | Espulsioni       | Presenze          | Reti              | Ammonizioni       | Espulsioni        | Presenze | Reti   | Ammonizioni | Espulsioni |
| ------------- | ---------------- | ---------------- | ---------------- | ---------------- | ----------------- | ----------------- | ----------------- | ----------------- | -------- | ------ | ----------- | ---------- |
| F. Accardi    | 1                | 0                | 0                | 0                | 0                 | 0                 | 0                 | 0                 | 1        | 0      | 0           | 0          |
| E. Akwuegbu   | 26               | 8                | 2                | 0                | 0                 | 0                 | 0                 | 0                 | 26       | 8      | 2           | 0          |
| M. Akçay      | 32               | 1                | 12               | 0                | 1                 | 0                 | 0                 | 0                 | 33       | 1      | 12          | 0          |
| B. Bischoff   | 8                | 0                | 0                | 0                | 0                 | 0                 | 0                 | 0                 | 8        | 0      | 0           | 0          |
| V. Braha      | 0                | 0                | 0                | 0                | 0                 | 0                 | 0                 | 0                 | 0        | 0      | 0           | 0          |
| M. Braun      | 21               | 6                | 1                | 0                | 1                 | 0                 | 0                 | 0                 | 22       | 6      | 1           | 0          |
| N. Chatzis    | 3                | 0                | 0                | 0                | 0                 | 0                 | 0                 | 0                 | 3        | 0      | 0           | 0          |
| B. Gambo      | 25               | 4                | 5                | 0                | 1                 | 0                 | 0                 | 0                 | 26       | 4      | 5           | 0          |
| M. Grauer     | 1                | 0                | 0                | 0                | 0                 | 0                 | 0                 | 0                 | 1        | 0      | 0           | 0          |
| H. Gumper     | 0                | 0                | 0                | 0                | 0                 | 0                 | 0                 | 0                 | 0        | 0      | 0           | 0          |
| M. Hartmann   | 24               | 1                | 1                | 0                | 0                 | 0                 | 0                 | 0                 | 24       | 1      | 1           | 0          |
| M. Heilemann  | 2                | 0                | 1                | 0                | 0                 | 0                 | 0                 | 0                 | 2        | 0      | 1           | 0          |
| J. Härter     | 34               | 0                | 1                | 0                | 1                 | 0                 | 0                 | 0                 | 35       | 0      | 1           | 0          |
| N. Kanitz     | 17               | 1                | 2                | 0                | 0                 | 0                 | 0                 | 0                 | 17       | 1      | 2           | 0          |
| T. Köstel     | 2                | 0                | 0                | 0                | 0                 | 0                 | 0                 | 0                 | 2        | 0      | 0           | 0          |
| K. Lukic      | 4                | 0                | 0                | 0                | 0                 | 0                 | 0                 | 0                 | 4        | 0      | 0           | 0          |
| E. Marchese   | 12               | 0                | 1                | 0                | 1                 | 0                 | 0                 | 0                 | 13       | 0      | 1           | 0          |
| M. Mesic      | 32               | 10               | 11               | 0                | 1                 | 1                 | 1                 | 0                 | 33       | 11     | 12          | 0          |
| M. Parmak     | 23               | 2                | 5                | 0                | 1                 | 0                 | 0                 | 0                 | 24       | 2      | 5           | 0          |
| D. Sager      | 15               | 0                | 2                | 1                | 1                 | 0                 | 0                 | 0                 | 16       | 0      | 2           | 1          |
| T. Schlabach  | 31               | 5                | 2                | 1                | 1                 | 0                 | 0                 | 0                 | 32       | 5      | 2           | 1          |
| M. Schreiber  | 14               | 0                | 1                | 0                | 1                 | 0                 | 0                 | 0                 | 15       | 0      | 1           | 0          |
| M. Steinle    | 20               | 0                | 3                | 0                | 1                 | 0                 | 1                 | 0                 | 21       | 0      | 4           | 0          |
| O. Stierle    | 32               | 5                | 5                | 0                | 1                 | 0                 | 0                 | 0                 | 33       | 5      | 5           | 0          |
| S. Sökler     | 6                | 0                | 0                | 0                | 0                 | 0                 | 0                 | 0                 | 6        | 0      | 0           | 0          |
| M. Tucci      | 2                | 0                | 0                | 0                | 0                 | 0                 | 0                 | 0                 | 2        | 0      | 0           | 0          |
| M. Wildersinn | 27               | 0                | 3                | 0                | 1                 | 0                 | 0                 | 0                 | 28       | 0      | 3           | 0          |
| D. Yelldell   | 32               | 0                | 1                | 1                | 1                 | 0                 | 0                 | 0                 | 33       | 0      | 1           | 1          |
| R. Yildiz     | 14               | 2                | 2                | 0                | 0                 | 0                 | 0                 | 0                 | 14       | 2      | 2           | 0          |